# Кузнецовське сільське поселення (Таборинський район)
Кузнецо́вське сільське поселення (рос. Кузнецовское сельское поселение) — сільське поселення у складі Таборинського району Свердловської області Росії.
Адміністративний центр — присілок Кузнецово.
Населення сільського поселення становить 888 осіб (2019; 1134 у 2010, 1456 у 2002).
Станом на 2002 рік існувало 3 сільських ради: Кузнецовська сільська рада (присілки Городок, Єрмаково, Кузнецово, М'ягково, Черміно, Чуліно, селища Посолка, Сар'янка), Оверінська сільська рада (присілки Бочкарьово, Галкино, Оверіно, Петровська, Фунтусово, селище Чунь-Чеш) та Пальминська сільська рада (присілки Ікса, Пальмино, селище Шев'я).

## Склад
До складу сільського поселення входять:
| Населений пункт      | Населення, осіб (2002) | Населення, осіб (2010) |
| -------------------- | ---------------------- | ---------------------- |
| Бочкарьово, присілок | 21                     | 14                     |
| Галкино, присілок    | 6                      | 12                     |
| Городок, присілок    | 22                     | 17                     |
| Єрмаково, присілок   | 23                     | 20                     |
| Ікса, присілок       | 96                     | 49                     |
| Кузнецово, присілок  | 452                    | 415                    |
| М'ягково, присілок   | 90                     | 75                     |
| Оверіно, присілок    | 306                    | 259                    |
| Пальмино, присілок   | 238                    | 205                    |
| Петровська, присілок | 0                      | -                      |
| Посолка, селище      | 4                      | 0                      |
| Сар'янка, селище     | 124                    | 17                     |
| Фунтусово, присілок  | 64                     | 49                     |
| Черміно, присілок    | 4                      | 0                      |
| Чуліно, присілок     | 4                      | 2                      |
| Чунь-Чеш, селище     | 2                      | 0                      |
| Шев'я, селище        | 0                      | -                      |

2016 року було ліквідовано селище Посолка.